# Bavaria-Buche

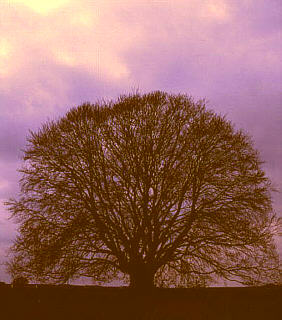
Die Bavaria-Buche um 1993

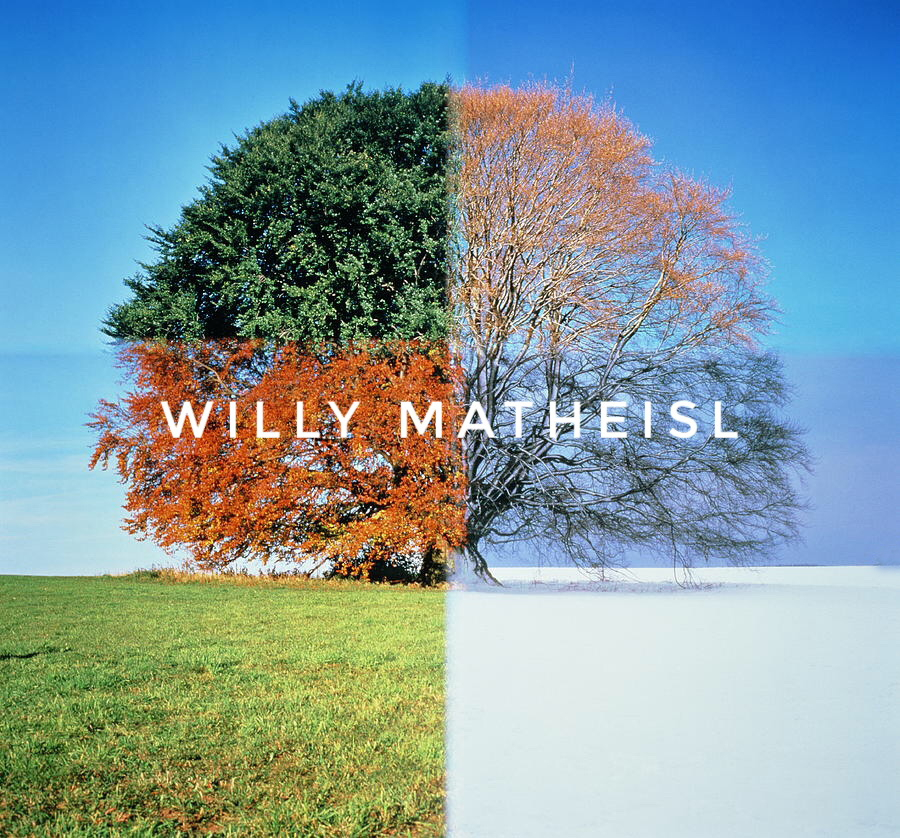
Willy Matheisl – Vier Jahreszeiten, Composing

Die Bavaria-Buche war ein markantes Baumexemplar der Rotbuche (Fagus sylvatica) in Oberbayern. Die bereits im Jahre 2006 durch einen Sturm stark beschädigte Buche wurde durch ein Unwetter am 19. August 2013 gänzlich zerstört. Sie war einer der eindrucksvollsten und meistfotografierten Bäume Deutschlands.

## Alter und Größe
Das Alter der Bavaria-Buche wurde auf 500 bis 800 Jahre geschätzt. Dies ist bemerkenswert, da Rotbuchen in der Regel nur selten älter als 300 Jahre werden. Ihr Stammumfang betrug neun Meter und ihre Höhe 22 Meter. Die Krone hatte einen Durchmesser von mehr als 30 Metern und überdeckte eine Fläche von etwa 750 Quadratmetern. Sie stand an der Stenzenhofer Straße 350 Meter nordwestlich des Ortsteils Pondorf der Gemeinde Altmannstein im oberbayerischen Landkreis Eichstätt im Naturpark Altmühltal.

## Geschichte des Baumes
Der Baum wies bereits in den 1950er Jahren erhebliche Altersschwächen auf. Daher wurden beispielsweise Hohlräume mit Beton ausgefüllt. Im Juli 1995 brach ein erster großer Ast aus dem Baum und man begann, laut über das Sterben der Bavaria-Buche zu sprechen. Im Januar 1999 brach ein weiter Ast unter der Raureiflast. Im Landratsamt Eichstätt sprach man davon, den Baum „in Würde“ sterben zu lassen. Der damalige bayerische Ministerpräsident Edmund Stoiber schrieb nach dem Astbruch 1999 in einem Brief: „Wir sollten bedenken, dass der Baum als Organismus einem natürlichen Alterungsprozess unterworfen ist“.
Das Areal um den Baum und seine Überreste wurde 1997 zum Schutz des Bodens und der Wurzeln eingezäunt.
Der Baum litt unter mäßigem Pilzbefall und der Boden um den Baum war massiv überdüngt. Dies hatte zur Folge, dass die Krone zu schwer für den schon geschwächten Baum wurde, was höchstwahrscheinlich die Ursache für den Windbruch 2006 war. Es war geplant, den Baum mittels Stahlseilen zusammenzuhalten und am Boden zu verankern, um ihn sturmfest zu machen. Doch wäre diese Maßnahme zu Lasten des Aussehens und der Silhouette gegangen.
Die bekannteste Buche Deutschlands war in ihren letzten Jahren ein sterbender Baum, der nach und nach Äste verlor, bis ein Sturm im Jahre 2006 die Baumkrone in zwei Hälften spaltete. Bei einem Gewitter am Nachmittag des 19. August 2013 brach der letzte große Seitenast der einst mächtigen Rotbuche ab, was für den in ganz Deutschland populären Baum das Ende bedeutete. Nach Auskunft des Info-Zentrums Naturpark Altmühltal ist nicht vorgesehen, das Holz zu entfernen. Der Standort soll vielmehr ein Totholz-Biotop werden. Aus den Samen des Baumes wurden gut 1000 Stecklinge gezogen, die unter anderem vor dem Schloss Bellevue, der Bayerischen Staatskanzlei und in unmittelbarer Nähe von der sterbenden Bavaria-Buche gepflanzt wurden.
Am Standort des ehemaligen Baumes befindet sich seit 2022 der „Garten der Bavariabuche“ mit zahlreichen Informationstafeln zum Baum, dessen Umfeld und Geschichte.

## Bekanntheit
Große Bekanntheit erlangte die Bavaria-Buche durch einen Filmbeitrag des Bayerischen Fernsehens in den frühen 1980er Jahren, der in Kooperation mit dem Pondorfer Ortschronisten Franz Fersch entstanden ist.
1987 zierte die Bavaria-Buche die zweite Ausgabe der achtteiligen Sammelteller-Serie Uralte Riesen, die der Künstler Ernst Wetteroth unter der fachlichen Beratung von Hans Joachim Fröhlich gestaltete. Von dem Fotografen Willy Matheisl wurde 1992 eine Fotoserie des Baumes über ein ganzes Jahr erstellt. Es entstanden somit zwölf Monatsbilder zur Dokumentation des Jahresverlaufs in der Natur. Auch gibt es aus der Serie ein sogenanntes Composing, welches in einem Bild die vier Jahreszeiten darstellt. Dieses Foto findet man im Bildarchiv des Verlags der Süddeutschen Zeitung. Es hat durch seine weltweiten Veröffentlichungen nicht unerheblich zum Bekanntwerden der Bavaria-Buche beigetragen.

## Bilder

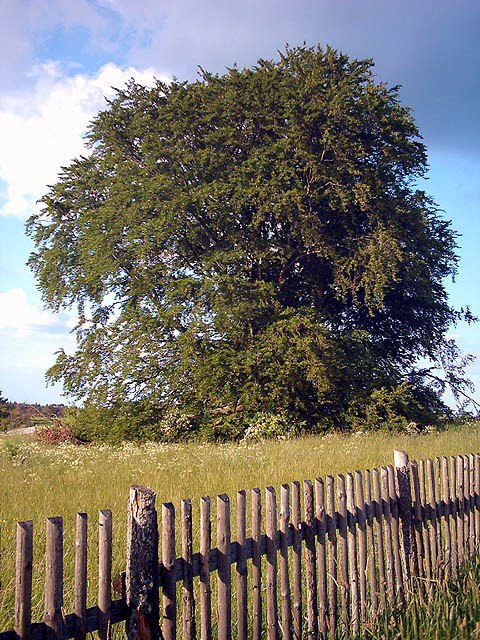
Die Bavaria-Buche 2004
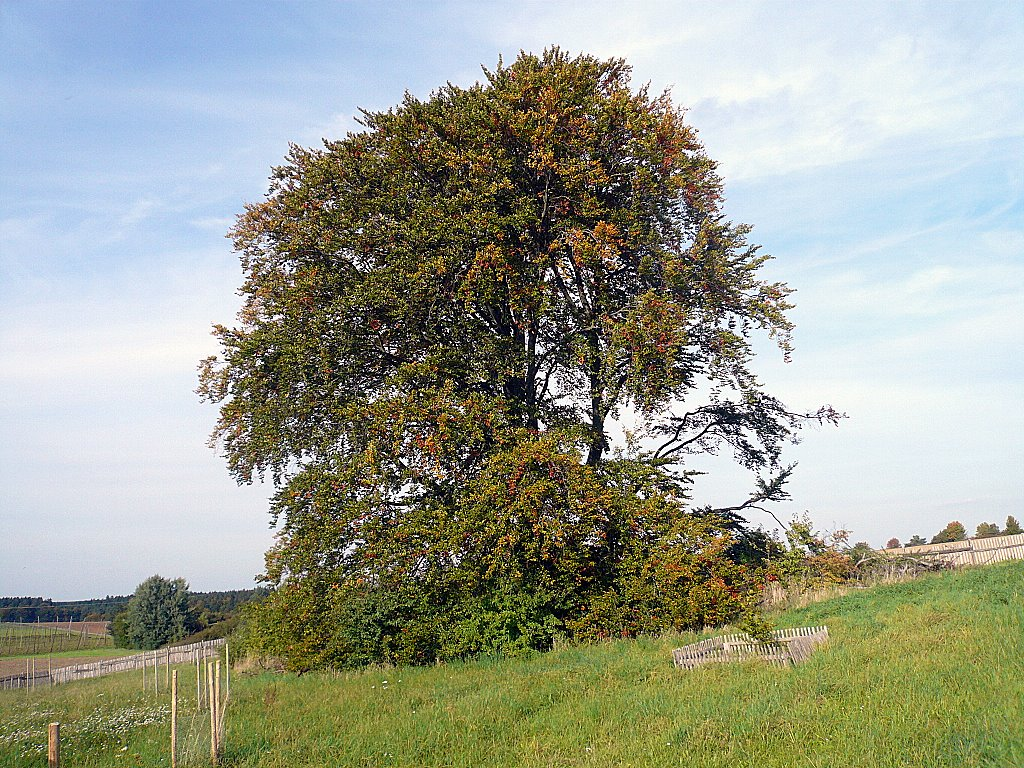
Die Bavaria-Buche 2007
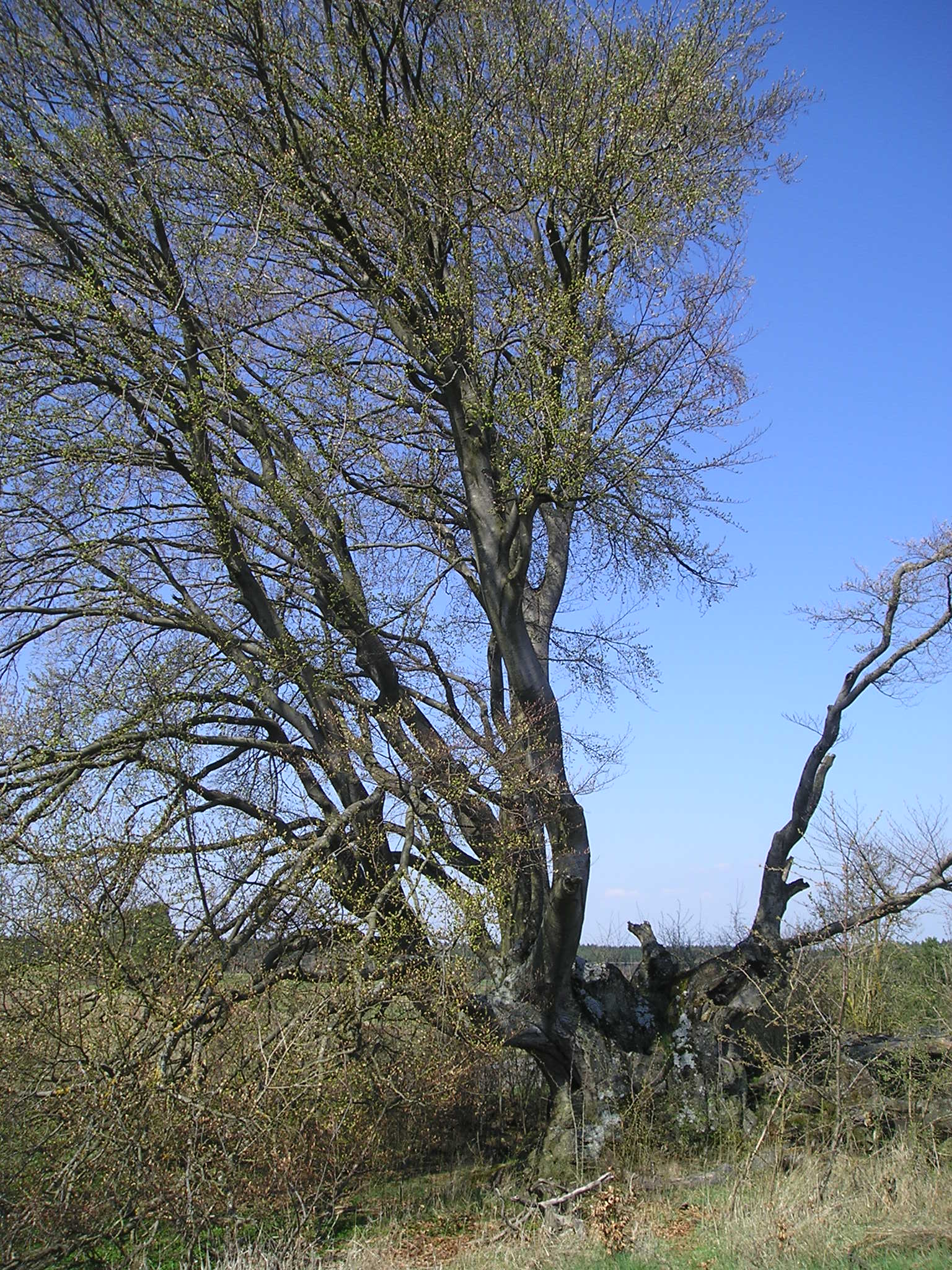
Die Bavaria-Buche 2009
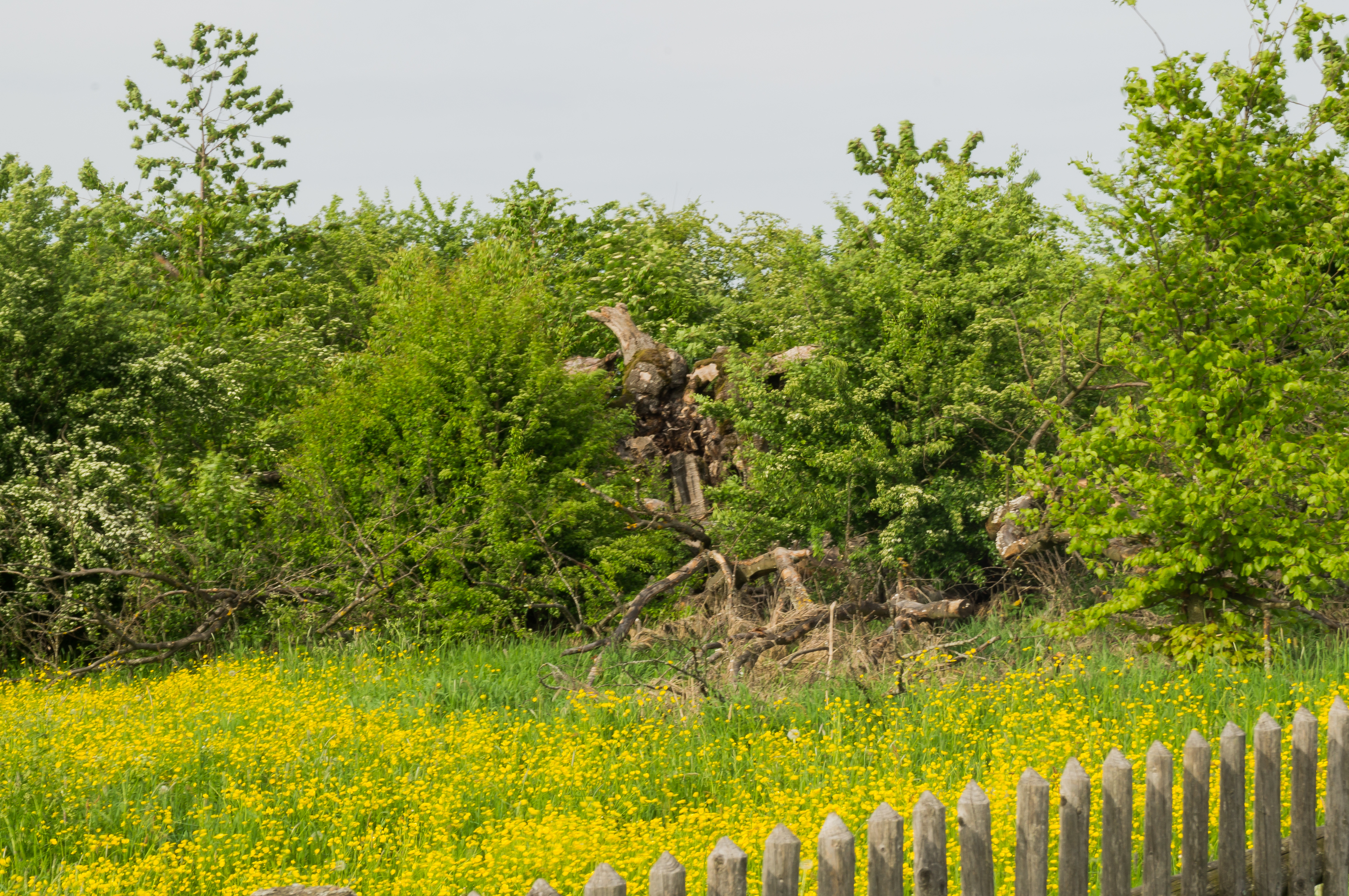
Reste der Bavaria-Buche 2015
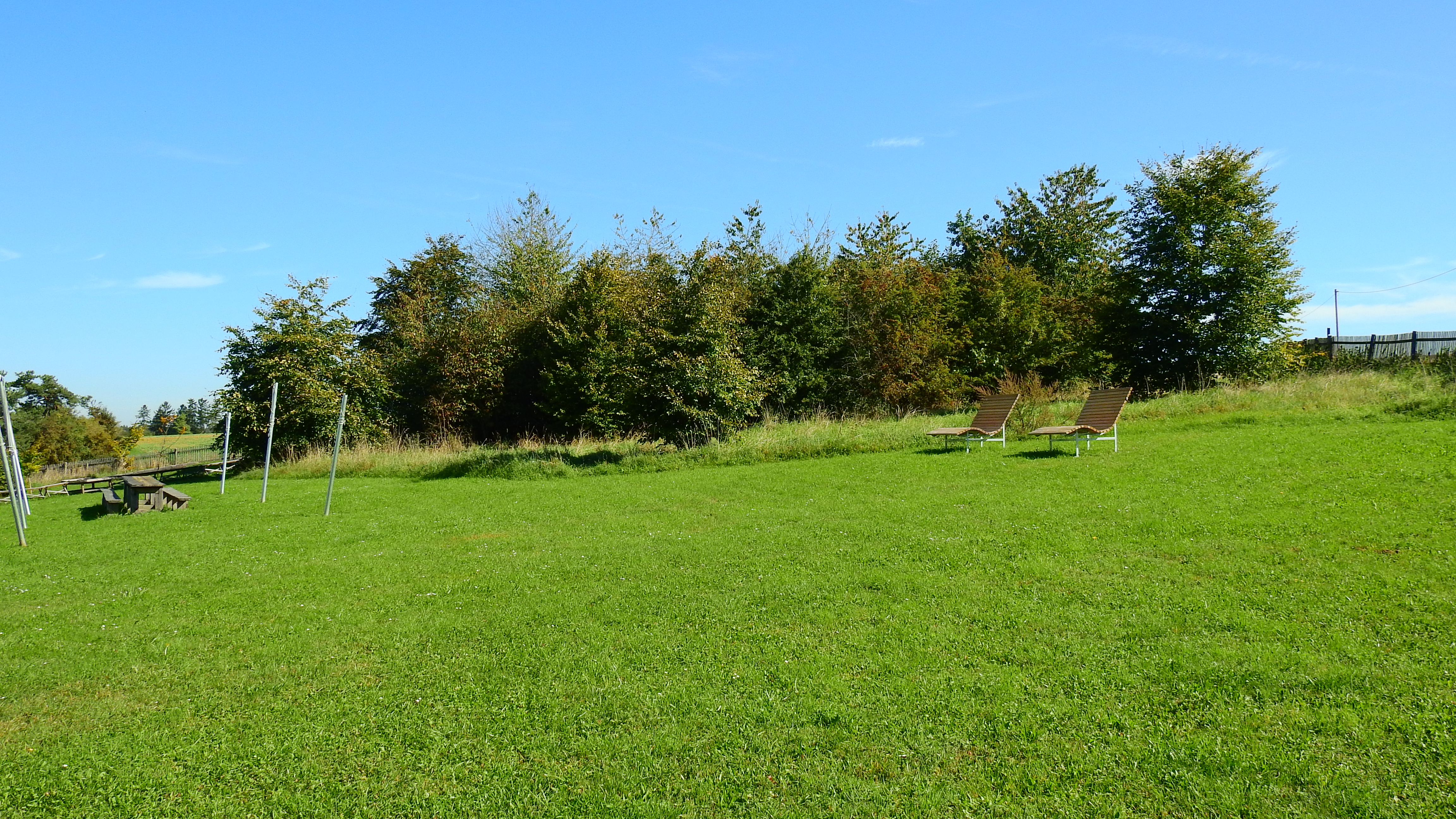
Garten der Bavariabuche 2023